# Коктума (городище)
Коктума — средневековое городище в Казахстане. Находится вблизи села Коктума на юго-восточном побережье озера Алаколь.
Первоначально Коктума был городом кимаков и назывался Дамурия, в период империи Чингисхана был краевым центром. Это место было посещено в 1253 году Г. де Рубруком, достигшим озера Алаколь во время своего путешествия. 
Городище исследовалось в 1957 году Жетысуской археологической экспедицией. Бо́льшая часть найденных предметов изготовлена из глины (кумганы, кувшины с двумя ручками, узорчатые доски) и относятся к IX—XI векам. Вблизи городища были найдены могильники и курганы эпохи бронзы. Поселение состояло из трёх квадратных площадок 50×50 м, обнесённых глинобитными стенами высотой 0,6—1,0 м.
Территория городища в плане имеет форму неправильного четырёхугольника и окружена крепостной стеной высотой до 4 м в сохранившихся местах. Северо-восточная стена имеет протяженность 1,2 км, юго-западная — 750 м. На городище было раскопано несколько крупных памятников, включая буддийский храм, баню, усадьбу богатого человека. Также были найдены остатки манихейского храма и объекты мусульманской культуры XII—XIV веков: соборная мечеть, комплекс мавзолеев и ханака.
По состоянию на 2005 год городище почти полностью разрушено.